# Montemonaco
Montemonaco is een gemeente in de Italiaanse provincie Ascoli Piceno (regio Marche) en telt 660 inwoners (31-12-2004). De oppervlakte bedraagt 67,7 km², de bevolkingsdichtheid is 10 inwoners per km².
De volgende frazioni maken deel uit van de gemeente: Foce.

## Demografie
Montemonaco telt ongeveer 302 huishoudens. Het aantal inwoners daalde in de periode 1991-2001 met 9,2% volgens cijfers uit de tienjaarlijkse volkstellingen van ISTAT.
| Jaar | Inwoneraantal |
| ---- | ------------- |
| 1991 | 753           |
| 2001 | 684           |

## Geografie
De gemeente ligt op ongeveer 980 m boven zeeniveau.
Montemonaco grenst aan de volgende gemeenten: Arquata del Tronto, Castelsantangelo sul Nera (MC), Comunanza, Montefortino, Montegallo, Norcia (PG).

## Geboren in Montemonaco
- Sergio Sebastiani (1931-2024), kardinaal

Acquasanta Terme · Acquaviva Picena · Appignano del Tronto · Arquata del Tronto · Ascoli Piceno · Carassai · Castel di Lama · Castignano · Castorano · Colli del Tronto · Comunanza · Cossignano · Cupra Marittima · Folignano · Force · Grottammare · Maltignano · Massignano · Monsampolo del Tronto · Montalto delle Marche · Montedinove · Montefiore dell'Aso · Montegallo · Montemonaco · Monteprandone · Offida · Palmiano · Ripatransone · Roccafluvione · Rotella · San Benedetto del Tronto · Spinetoli · Venarotta
1. ↑  https://demo.istat.it/?l=it.